# Spea intermontana
Spea intermontana es una especie de anfibio anuro de la familia Scaphiopodidae.

## Distribución geográfica
Esta especie es endémica del centro-oeste de América del Norte. Se encuentra a unos 850 m sobre el nivel del mar, en:
- el oeste de los Estados Unidos;
- el suroeste de Canadá en Columbia Británica.[3]

## Publicación original
- Cope, 1883: Notes on the geographical distribution of Batrachia and Reptilia in western North America. Proceedings of the Academy of Natural Sciences of Philadelphia, vol. 35, p. 10-35[4]